# 斯琴塔日哈
斯琴塔日哈（1932年—），女，蒙古族，出生内蒙古扎赉特旗，中华人民共和国舞蹈家，一级演员，中国舞蹈家协会原副主席、顾问。
她出生于兴安盟扎赉特旗的传统蒙古族家庭。1947年时，斯琴塔日哈离开家乡，在索伦青年学校（后合并到内蒙古军政大学）学习。接受舞蹈家贾作光和吴晓邦的启蒙教导。后分配至内蒙古军政大学文工团。1951年，进入朝鲜舞蹈家崔承喜的舞蹈研习班学习深造，系统学习芭蕾舞、朝鲜舞、中国古典舞、现代舞等。两年后，内蒙古歌舞团将斯琴塔日哈送入北京舞蹈学校（现北京舞蹈学院）继续学习深造。
2020年，做为内蒙古民族艺术剧院舞蹈演员的斯琴塔日哈仍在舞台上演出。